# 2001-es Superbike-világbajnokság
A 2001-es Superbike-világbajnokság volt a tizennegyedik szezon a sportág történetében. A március 11-én kezdődő és szeptember 30-án végződő bajnokságot az ausztrál Troy Bayliss nyerte.

## Versenynaptár
|    | Dátum          | Helyszín                | Versenypálya         | 1. verseny győztese | 2. verseny győztese | Beszámoló |
| -- | -------------- | ----------------------- | -------------------- | ------------------- | ------------------- | --------- |
| 1  | Március 11.    | Spanyolország           | Valencia             | Troy Corser         | Troy Corser         | Report    |
| 2  | Április 1.     | Dél-Afrikai Köztársaság | Kyalami              | Colin Edwards       | Ben Bostrom         | Report    |
| 3  | Április 22.    | Ausztrália              | Phillip Island       | Colin Edwards       | eső miatt törölve   | Report    |
| 4  | Április 29.    | Japán                   | Sugo                 | Tamada Makoto       | Tamada Makoto       | Report    |
| 5  | Május 13.      | Olaszország             | Monza                | Troy Bayliss        | Troy Bayliss        | Report    |
| 6  | Május 27.      | Egyesült Királyság      | Donington Park       | Neil Hodgson        | Pierfrancesco Chili | Report    |
| 7  | Június 10.     | Németország             | EuroSpeedway Lausitz | Colin Edwards       | Troy Bayliss        | Report    |
| 8  | Június 24.     | San Marino              | Misano Adriatico     | Troy Bayliss        | Ben Bostrom         | Report    |
| 9  | Július 8.      | USA                     | Laguna Seca          | Ben Bostrom         | Ben Bostrom         | Report    |
| 10 | Július 29.     | Európa                  | Brands Hatch         | Ben Bostrom         | Ben Bostrom         | Report    |
| 11 | Szeptember 2.  | Németország             | Oschersleben         | Colin Edwards       | Rubén Xaus          | Report    |
| 12 | Szeptember 9.  | Hollandia               | Assen                | Troy Bayliss        | Troy Bayliss        | Report    |
| 13 | Szeptember 30. | Olaszország             | Imola                | Rubén Xaus          | Régis Laconi        | Report    |

## Végeredmény

### Versenyző
| 1  | Troy Bayliss         | Ducati 996 R                    | Ducati Infostrada               | 369 |
| 2  | Colin Edwards        | Honda VTR1000 SP                | Castrol Honda                   | 333 |
| 3  | Ben Bostrom          | Ducati 996 R                    | Ducati L&M                      | 312 |
| 4  | Troy Corser          | Aprilia RSV 1000                | Virgilio Aprilia Axo            | 284 |
| 5  | Neil Hodgson         | Ducati 996 RS                   | GSE Racing                      | 269 |
| 6  | Rubén Xaus           | Ducati 996 R                    | Ducati Infostrada               | 236 |
| 7  | Pierfrancesco Chili  | Suzuki GSX-R 750                | Suzuki Alstare Corona           | 232 |
| 8  | Okada Tadajuki       | Honda VTR1000 SP                | Castrol Honda                   | 176 |
| 9  | Akira Yanagawa       | Kawasaki ZX-7RR                 | Fuchs Kawasaki                  | 170 |
| 10 | Gregorio Lavilla     | Kawasaki ZX-7RR                 | Kawasaki Racing                 | 166 |
| 11 | Régis Laconi         | Aprilia RSV 1000                | Virgilio Aprilia Axo            | 152 |
| 12 | Stéphane Chambon     | Suzuki GSX-R 750                | Suzuki Alstare Corona           | 122 |
| 13 | James Toseland       | Ducati 996 RS                   | GSE Racing                      | 91  |
| 14 | Hitoyasu Izutsu      | Kawasaki ZX-7RR                 | Fuchs Kawasaki                  | 63  |
| 15 | Tamada Makoto        | Honda VTR1000 SP                | Cabin Honda                     | 50  |
| 16 | Broc Parkes          | Ducati 996 RS                   | Ducati NCR                      | 49  |
| 17 | Steve Martin         | Ducati 996 RS                   | DFX Racing                      | 47  |
| 18 | Giovanni Bussei      | Ducati 996 RS                   | Ducati NCR                      | 44  |
| 19 | Lucio Pedercini      | Ducati 996 RS                   | Pedercini                       | 32  |
| 20 | Robert Ulm           | Ducati 996 RS / Kawasaki ZX-7RR | Gerin WSBK / Kawasaki Bertocchi | 28  |
| 21 | Eric Bostrom         | Kawasaki ZX-7RR                 | Kawasaki Motors Corporation     | 22  |
| 22 | Alessandro Antonello | Aprilia RSV 1000                | Virgilio Aprilia Axo            | 21  |

|    | Alessandro Gramigni | Yamaha YZF-R7           | Valli Moto 391              | 21 |
| 24 | Shinichi Itoh       | Honda VTR1000 SP        | Cabin Honda                 | 20 |
|    | John Reynolds       | Ducati 996 RS           | Revè Red Bull Ducati        | 20 |
|    | Akira Ryo           | Suzuki GSX-R 750        | Suzuki                      | 20 |
| 27 | Marco Borciani      | Ducati 996 RS           | Pedercini                   | 17 |
| 28 | Steve Hislop        | Ducati 996 RS           | Monster Mob Ducati          | 16 |
|    | Tamaki Serizawa     | Kawasaki ZX-7RR         | Kawasaki Racing             | 16 |
|    | Mauro Sanchini      | Ducati 996 RS           | Pedercini                   | 16 |
|    | Martin Craggill     | Ducati 996 RS           | Pacific                     | 16 |
| 32 | Sean Emmett         | Ducati 996 RS           | Revè Red Bull Ducati        | 13 |
| 33 | Juan Borja          | Yamaha YZF-R7           | Panavto Yamaha              | 11 |
| 34 | Bertrand Stey       | Honda VTR1000 SP        | White Endurance             | 8  |
| 35 | Doug Chandler       | Kawasaki ZX-7RR         | Kawasaki Motors Corporation | 7  |
|    | Peter Goddard       | Benelli Tornado Tre 900 | Benelli Sport               | 7  |
| 37 | Yukio Kagayama      | Suzuki GSX-R 750        | Suzuki                      | 6  |
|    | Wataru Yoshikawa    | Yamaha YZF-R7           | Yamaha Racing               | 6  |
| 39 | Alistair Maxwell    | Kawasaki ZX-7RR         | SRT Almax                   | 3  |
|    | Michele Malatesta   | Kawasaki ZX-7RR         | Kawasaki Bertocchi          | 3  |
| 41 | Paolo Blora         | Ducati 996 R            | DCR                         | 2  |
| 42 | Ludovic Holon       | Kawasaki ZX-7RR         | Kawasaki Bertocchi          | 1  |
|    | Jiri Mrkyvka        | Ducati 996 RS           | JM SBK                      | 1  |
|    | Javier Rodriguez    | Honda VTR1000 SP        | Ghelfi Art                  | 1  |

### Gyártó
| 1 | Ducati   | 553 |
| 2 | Honda    | 401 |
| 3 | Aprilia  | 343 |
| 4 | Kawasaki | 289 |
| 5 | Suzuki   | 256 |
| 6 | Yamaha   | 36  |
| 7 | Benelli  | 7   |